# Zábečví

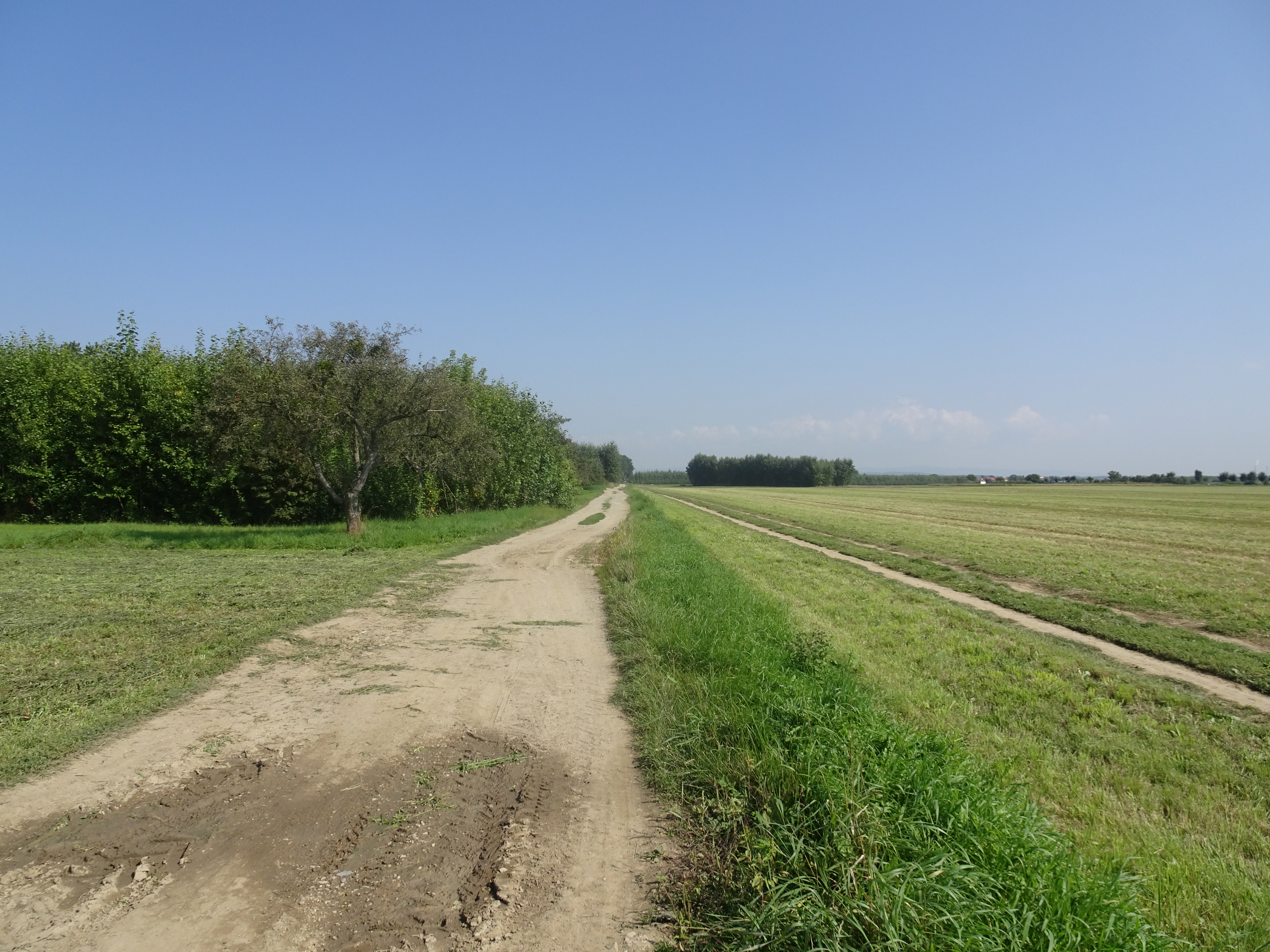
Polní cesta jižně od Troubek, poblíž soutoku Bečvy s Moravou

Zábečví je národopisnou podoblastí Hané. Obyvatelé Zábečví jsou Zábečváci, Zábečáci nebo také Bečváci.
Oblast se nachází východně od řeky Moravy a jižně od řeky Bečvy až k Holešovu. Nebo dokonce až k Otrokovicím. Největšími městy jsou Přerov, Holešov, Chropyně. Na nejstarší mapě Hané z přelomu 18. a 19. stol. je název zachycen.
Zábečvácký kroj se odlišoval od Hanáků kalhotami žluté barvy. Praktikuje se během hodů obyčej obřadního zabíjení zvířat tupou šavlí.
Hanácký dialekt zde má na konci měkký infinitiv -ť. Rozlišují se typy ł-l-ľ.